# Kraamkooi
Een kraamkooi of kraambox is een ruimte waarin moedervarkens verblijven om hun biggen te baren en deze te voeden.
Kraamkooien zijn omstreden. Het beoogde voordeel van deze kooien, bescherming van biggen, is niet bewezen. Tegelijk is wel aannemelijk gemaakt dat de zeug lijdt in de kooi omdat ze geen bewegingsvrijheid heeft en de biggen niet kan verzorgen. In Nederland is het gebruik van deze kooien aan banden gelegd, op aandrang van onder meer Varkens in nood.